# 巴特瓦尔特斯多夫
巴特瓦尔特斯多夫是奥地利施蒂利亚州哈特贝格县的一个市镇。总面积31.84平方公里，总人口2085人，人口密度65.5人/平方公里（2005年）。